# La diferencia en el habla de residentes de Moscú y de San Petesburgo
Las diferencias en el habla de residentes de Moscú y de San Petersburgo son la combinación de las diferencias históricas en (la) ortoepía, el léxico y los acentos en el habla de los residentes de las ciudades capitales de Rusia. 
Ambas variantes son normales para la lengua rusa, son comprensibles para la mayoría de los hablantes nativos, independientemente de sus ubicaciones y residencias, aunque hay una diferencia pequeña.  
No todos los lingüistas creen que sea correcto llamar como acentos la combinación de los rasgos en el habla de los residentes de Moscú y San Petersburgo. Señalan que para esa separación inequívoca no hay causas importantes, porque la diferencia en común la norma lingüística es pequeña y en gran medida situacional. 

## Diferencias de voz

### Diferencias en Ortoepía
Los dialectos de Moscú y San Petersburgo se caracterizan por la ortoépica (pronunciación especial de ciertos grupos de palabras), diferencias en el léxico y pequeñas diferencias de entonación. En particular, residentes de Petersburgo pronuncian la ч CH más clara en las palabras "булочная, яичница, что, конечно" (búlochnaya, ýaíchnitsa, chto, conéchno), en vez de la «ш» SH de moscú antiguo — бу́ло[ш]ная, яи́[ш]ница, [ш]то, коне́[ш]но (búloshnaya, ýaíshnitsa, shto, conéshno). También la «ж» ZH es más dura en las palabras вожжи, дрожжи, дождь и др. (vózhzhi, drózhzhi, dozhd`) pero también hay una «ж» palatalizada de Moscú "во́[жьжь]и, дро́[жьжь]и, до[щ]". Más aún, en la variante de Petersburgo existe una «р» R más dura y clara en las palabras первый, четверг, верх (pérviy, chetvérg, verj) en vez de la «р» R de Moscú "пе́[рь]вый, че[тьве́рьх], ве[рьхь]"  
En Moscú en la década de 1960, se consideraba prestigioso pronunciar «-кий» en los adjetivos masculinos y en los apellidos correspondientes como «-кой» "-coy" — чу́тк[ъ]й, ленингра́дск[ъ]й, интеллиге́нтск[ъ]й, Му́соргск[ъ]й; además, bajó la suavidad, no solamente en los casos en los que no debería estar (y cercano al sur del país hay una especie de succión — соси́[сь]ки socís(suavemente)qui), sino también en algunos otros: застрели́л[съ] (застрелился) - zastrelíls al cambie de zastrelílsya, ошиба́л[съ] (ошибался), напью́[с] (напьюсь), поднима́йте[с], не бо́йте[с], во́се[м], се[м]. Existen similitudes en San Petersburgo - por ejemplo, la letra «щ» en el habla de antiguos residentes autóctonos se pronuncia como «щч» "ShchCH": [щч]ерба́тый, [щч]у́ка, о[щч]у[щч]е́ние.
Los residentes de San Petersburgo a menudo se pueden identificar además por sus vocales reducidas que están en la posición antes del acento en la palabra. Si los moscovitas pronuncian un sonido que es en el centro de las «е» E и «и» Y/I, sino de los residentes de San Petersburgo hay «и» Y/I. Los dialectos regionales también contribuyeron a la originalidad de la antigua pronunciación de Moscú. En las sílabas sin estrés, «е» E era reemplazado por una larga «и» I/Y: н[и]су́ nisú, б[и]ру́, también hubo variantes vernáculas — «чоринький» (чёрненький), «суда» (сюда), «подушкими» (подушками), «шылун» (шалун) y etcétera. 

Un caso regional-social es la pronunciación de la letra "э" E. El destino tradicional de la letra y el sonido es la utilización en los extranjerismos, especialmente en los extranjerismos recientes que hasta el momento no fueron adoptados totalmente por la lengua rusa. Esto provoca que la ortografía y la pronunciación usando la letra "э" se vea más "extranjero", y como resultado - "prestigioso", "de la capital".

En la época pre-revolucionaria  [La pronunciación la «э»] se consideraba que la gente tiene buen nivel educativo, una buena crianza y un brillo cultural. «Електричество» en vez de «электричество», «екзамен», «екипаж» pronunciaban los plebeyos. 
Esto afectó curiosamente a la creatividad de un poeta de aquel tiempo, [un residente de San Petersburgo] Igor Severyanin: en busca de "la manera prestigiosa" de su poesía, él prefería usar las palabras que tienen la "э" («Элегантная коляска в электрическом биеньи эластично шелестела…») o incluso cambiaba la "е" a "э" "sólo para se ve eleganto": «Шоффэр, на Острова!».

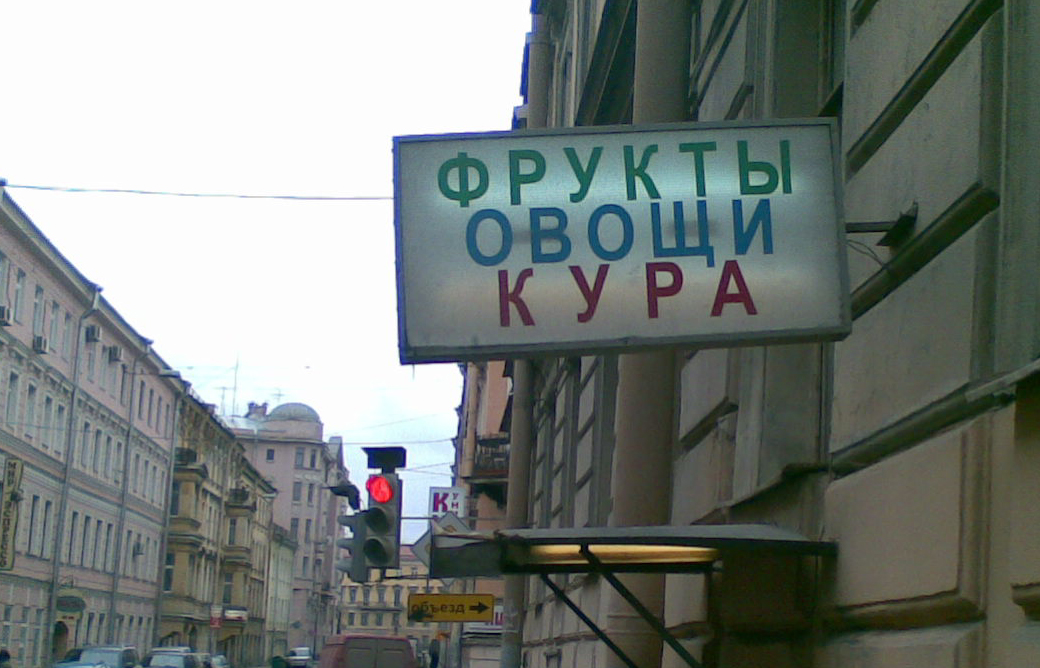
Cartel de la calle en San Petersburgo: «ку́ра» "cúra" de San Petersburgo

En gran parte, por eso la "э" es indispensable y es típico para el habla de los residentes de San Petersburgo, ancianos, incluso los moscovitas que adoptaron esta manera: сэм/семь, крэм/крем, фанэра/фанера… Curiosamente que está en el estado natural (es decir, sin la intervención del factor del estamento), el idioma ruso rápidamente rusifica los extranjerismos — пионэр/пионер, брэнд/бренд, тэг/тег, хэш/хеш, — aún así, en algunos casos, la confrontación entre la «э» capital-élite y la «е» ordinaria, a despecho de la influencia de la radio y la televisión, pueden pasar décadas — рэльсы/рельсы, шинэль/шинель, музэй/музей, слэнг/сленг, энэргия/энергия, пионэр/пионер.  
Las características ortopédicas mencionadas caracterizan la reprimenda de Moscú (y, en consecuencia, San Petersburgo). 

### Diferencias léxicas
Los ejemplos más famosos de diferencias léxicas en el discurso de los residentes de dos capitales rusas (Moscú / San Petersburgo) se presentan en la siguiente tabla (para ver, haz clic en el enlace "mostrar" ): 
| 60px Típico de Moscú | 60px Típico para San Petersburgo                                                                     | Significados, fuentes de la información, notas |
| La ciudad, la casa | La ciudad, la casa                                                                                   | La ciudad, la casa |
| --- | --- | --- |
| подъезд (podhézd) | пара́дная (parádnaya)                                                                                 | La entrada publica de un edificio de apartamentos; una parte de un edificio de apartamentos que conjunta por una escalera. Un ejemplo: «...Я выхожу из парадной, раскрываю свой зонт. Я выхожу под поток атмосферных осадков...» (Víktor Tsoi. «Транквилизатор». álbum «46». 1983) |
| в нашем подъезде (v náshem podhézde)                                                                                    | на нашей лестнице (na náshey léstnitse))                                                             | [ 8 ] |
| чёрный ход (chórniy vjod)                                                                                               | чёрная лестница (chérnaya léstnitsa)                                                                 | Una entrada no oficial en una casa o un apartamento (inicialmente para los trabajadores domésticos). Un ejemplo: «…Когда мы ходим с чёрной лестницы в свой дом…» (Alexander Rosenbaum, «Мы все поймем»)                                                                            |
| (de un edificio residencial) башня (báshnya)                                                                            | точечный дом, точка (tóchechniy dom, tóchca)                                                         | Un bloque residencial con una entrada. |
| мусорный контейнер, мусорный бак (músorniy contéyner, músorniy bac)                                                     | (raramente) пухто́, пухта́ (pujtó, pujtá)                                                              | Cubo de basura. La palabra "pujtó" vino de «пункт утилизации и хранения твёрдых отходов». |
| Парк (parc) (в т. ч. зоопарк)                                                                                           | Сад (sad) (в т. ч. зоосад (zóosad)(редко))                                                           | . Un parque municipal, plaza (en Moscú la «сад» está usando solo en los topónimos: Александровский сад) |
| Сквер (Scvér) | (raramente) Садик (Sádic)                                                                            | . En Moscú «садик» hay sólo en los topónimos: Милютинский садик |
| El camino, el transporte urbano                                                                                         | | |
| бордюр (bordíur) | поре́брик (porébric)                                                                                  | Bordillo, un escalón que separa la carretera de la acera. |
| тротуар (trotuár) | (raramente.) панель (panél)                                                                          | Un ejemplo: «На панели перед домом стол и стулья, и кровать. Отправляются к знакомым Лена с мамой ночевать…» (Samuil Marshak) |
| боковая дорога (bocováya doróga)                                                                                        | карман (carmán)                                                                                      | Calle lateral que es separada de carril general y se sitúa en paralelo. |
| (del giro de transporte público en final del trayecto) круг (crug)                                                      | кольцо (coltsó)                                                                                      | Un ejemplo: «Остановки расположены на разных углах перекрестка, и приходится покупателям метаться между остановками, усмотрев выезжающий с кольца автобус.» («Мой район». Василеостровский район, Санкт-Петербург; 19.01.2007)                                                     |
| Проездной (proezdnóy)                                                                                                   | Карточка (cártochca)                                                                                 | . Un billete casilla para transporte en transporte público |
| Эстакада (Estacáda) | Виадук (Viadúc)                                                                                      | Viaducto. Pero: el viadúc — es un puente que no está sobre el agua; la estacáda — un camino que está sobre el suelo. La palabra «виадук» viene de dos palabras latinas via (vía) + ducere (conducir).                                                                              |
| Las realidades del campo                                                                                                | | |
| Сезонка (sezónca) | Проездной (proezdnóy)                                                                                | . Un billete casilla para trasporte en los trenes suburbanos |
| Ирга (irga) | (frecuentemente) Каринка (Carinca)                                                                   | . Amelanchier es un género de plantas perteneciente a la familia de las rosáceas |
| Участок (Uchástoc) | Садоводство (sadovódstvo)                                                                            | . Una parcela propia en un lugar suburbano дача |
| База (Báza) | Точка (Tóchca)                                                                                       | . Un punto de apoyo, un punto de reunión de un grupo de personas para una actividad conjunta |
| El carro | | |
| Занос (Zanós) | (raramente) Вынос (Vínos)                                                                            | . Patín "El automóvil patinó debido a la lluvia." |
| Такси (Taxí) | Мотор (raramente, antiguo.) (Motór)                                                                  | . Taxi |
| Подкрылки (Podcrílqui)                                                                                                  | Локеры (Lóqueri)                                                                                     | . Las carcazas protectoras para las ruedas del carro Lokari. |
| Сидушка (Sidúshca) | Пендаль, пендель (Péndal, péndel)                                                                    | . un forro suave para el asiento del carro |
| Сход-развал (Sjod-Razvál)                                                                                               | Развал-схождение (Razvál-Sjozhdénie)                                                                 | . Un favor de taller mecánico por corrección de las esquinas de instalación del las ruedas del vehículo. |
| Шиномонтаж (Shinomontázh)                                                                                               | Ремонт колёс (Remónt colýos)                                                                         | . Unos favores de taller mecánico por cambio del neumático y |
| El comercio | | |
| Валюта (Valúta) | СКВ (SVK)                                                                                            | Moneda (divisa) |
| Палатка, (raramente) киоск (Palátca, quiósc)                                                                            | Ларёк (puede mirar unos carteles: «Ларь от магазина №» "Lar de la tienda №"), киоск (Laríoc, quiósc) | . Una tienda pequeña |
| Пакет (Paquét)) | (raramente) Мешок, мешочек, кулёк (Meshóc, meshóchec, culéc)                                         | . Una bolsa desechable. En Moscú la palabra Culóc se asocia con algo de papel. |
| В (реже — на) разли́в / V (raramente - na) razlív                                                                        | В (реже — на) ро́злив / V (raramente - na) rózliv                                                     | . El comercio del líquido alimentario sin el envasado preliminar |
| Букинистический магазин (Buquinistíchesquiy magazín)                                                                    | Магазин старой книги (Magazín stároy cnígui)                                                         | . Una tienda buquinista |
| Учёт (Uchét) | Переучёт (Péreuchet)                                                                                 | El inventario de una tienda durante el que la tienda permanece cerrada |
| La comida | | |
| Батон (Batón) | Булка (Búlca)                                                                                        | Una hogaza de pan blanco |
| Чёрный хлеб (Chórniy jleb)                                                                                              | Хлеб (Jleb)                                                                                          | Un pan negro |
| Пончик (Pónchic) | Пышка (Píshca)                                                                                       | , . Una dona |
| Хлебобулочные изделия (Jlebobúlochnie izdéliya)                                                                         | Хлеб-булка (только ед. ч.) / Jleb-búlca (solo singular)                                              | . Todos los panes (Toda producción de este tipo de comida) |
| Шаурма, (редко) шаорма, шварма (Шавуха) - Shaurmá, (raramente) shaórma, shvárma, shavúja                                | Шаверма (Шавуха) - Shaverma (Shavuja)                                                                | Una shawarma |
| Вафельный рожок (Váfelniy rozhóc)                                                                                       | Сахарная трубочка (Sájarnaya trúbochca)                                                              | . Un cono de gofre que llemo de helado |
| Курица (Cúritsa) | Ку́ра (Cúra)                                                                                          | Un cadáver de pájaro doméstico de los faisánidos y comida de este |
| Гречка (Gréchca) | Гре́ча (Grécha)                                                                                       | . El alforfón |
| Подмокнуть, намокнуть (Podmocnút, namocnút)                                                                             | Подплыть (редко) - Podplít (raramente)                                                               | . Alimentar de la humedad |
| Бу́тер (Búter) | Бу́тик (Bútic)                                                                                        | . Butterbrot (la jerga) |
| (raramente) Жёлчь (Zhíolch)                                                                                             | Желчь (Zhélch)                                                                                       | . Bilis |
| La habitación, unos objetos                                                                                             | | |
| Утятница, гусятница (Utyatnitsa, gusyatnitsa)                                                                           | Латка (Latca)                                                                                        | . Un tipo del bol alargado, gorgo para cocinar |
| Половник (Polóvnic) | Поварёшка (Povaríoshca)                                                                              | . Cucharón |
| Колонка (Colónca) | Пенал (Penál)                                                                                        | . Un tipo de la alacena alta |
| Колонка (Colónca) | (raramente) Водогрей (Vodogréy)                                                                      | . Un dispositivo estacionario para calentar el agua |
| Сушилка, сушка (Sushílca, súshca)                                                                                       | Посудница (Posúdnitsa)                                                                               | . Una sección de cocina con barrotes para secar la vajilla |
| Пульт (Pult) | (raramente) Лентяйка, ленивчик (Lentýallca, lenívchic)                                               | . Un control remoto |
| Личинка (Lichínca) | Секретка (Secrétca)                                                                                  | . Un parte de la cerradura |
| Мобила, мобильный, мобильник, (raramente) сотовый, сотка, аппарат (Mobíla, mobílniy, mobílnic, sótoviy, sótca, apparát) | Труба, трубка, сотовый, (raramente) сотка, сотик (Trubá, trúbca, sótoviy, sótca, sótic)              | . Teléfono móvil |
| (A veces) Штука, косарь (Shtúca, cosár)                                                                                 | (a veces) Тонна (Tónna)                                                                              | . Mil dinero (jerga) |
| Бычок, (raramente, anticuada.) чинарик (Bichóc, chináric)                                                               | Хабарик, хабец (Jabáric, jabéts)                                                                     | , . Una calilla |
| La ropa, el zapato | | |
| Водолазка (Vodolázca)                                                                                                   | (часто) Бадлон, бодлон, (реже) банлон, бонлон / (raramente) Badlon, bodlon, (a veces) banlon, bonlon | Un cuello de cisne |
| Молния (Mólniya) | (raramente) Змейка                                                                                   | . Cremallera |
| Профилактика (Profiláctica)                                                                                             | Накат (Nacát)                                                                                        | La suela extra para zapato (jerga) |
| Los niños, la educación                                                                                                 | | |
| Салочки, салки (Sálochqui, sálqui)                                                                                      | Пятнашки, питна (Pyatnáshqui, pitna)                                                                 | . Un juego infantil |
| Прыгалки, прыгалка (Prígalqui, Prígalca)                                                                                | Скакалка (Scacálca)                                                                                  | . Salto a la cuerda |
| Ластик, (raramente) стирательная резинка (lástic, stirátelnaya rezínca)                                                 | Резинка, стёрка, стиралка, стиральная резинка (Rezínca, stíorca, stirálca, stirálnaya rezínca)       | . Goma de borrar |
| Ручка (Rúchca) | Вставочка (Vstávochca)                                                                               | . Pluma estilográfica |
| La policía | | |
| Висяк (Visiýac) | Глухарь (Glujár)                                                                                     | . Un crimen que tiene la oportunidad pequeña de resolver |
| Шпана (Shpaná) | Гопники, гопаки, гопа (жарг.) / Gópniqui, gopaquí, gopa (jerga)                                      | Los gopnicos |
| Жулик (Zhúlic) | (иногда, уст.) Мазурик - (raramente, obsoleto) Mazuric                                               | Un estafa |
| Обезьянник (Obezhýannic)                                                                                                | Аквариум (Acvarium)                                                                                  | . Una celda |
| Unos otros | | |
| финн (Finn) | (устар.) чухо́нец / (obsoleto) chujónets                                                              | Un finlandés del diccionario de В. Даль 1863—1866 гг. |

## Historia de la apariencia
Los lingüistas suelen considerar que la razón principal es la historia de la formación de dos capitales ciudades de Rusia. El emperador Pedro el Grande trajo a un gran número de especialistas en diversos campos de la tecnología, gerentes, comerciantes de varias regiones de Rusia y del extranjero para el proceso de construcción de San Petersburgo. Más tarde, a partir de estos se formó el estrato educado de capital, la élite.   

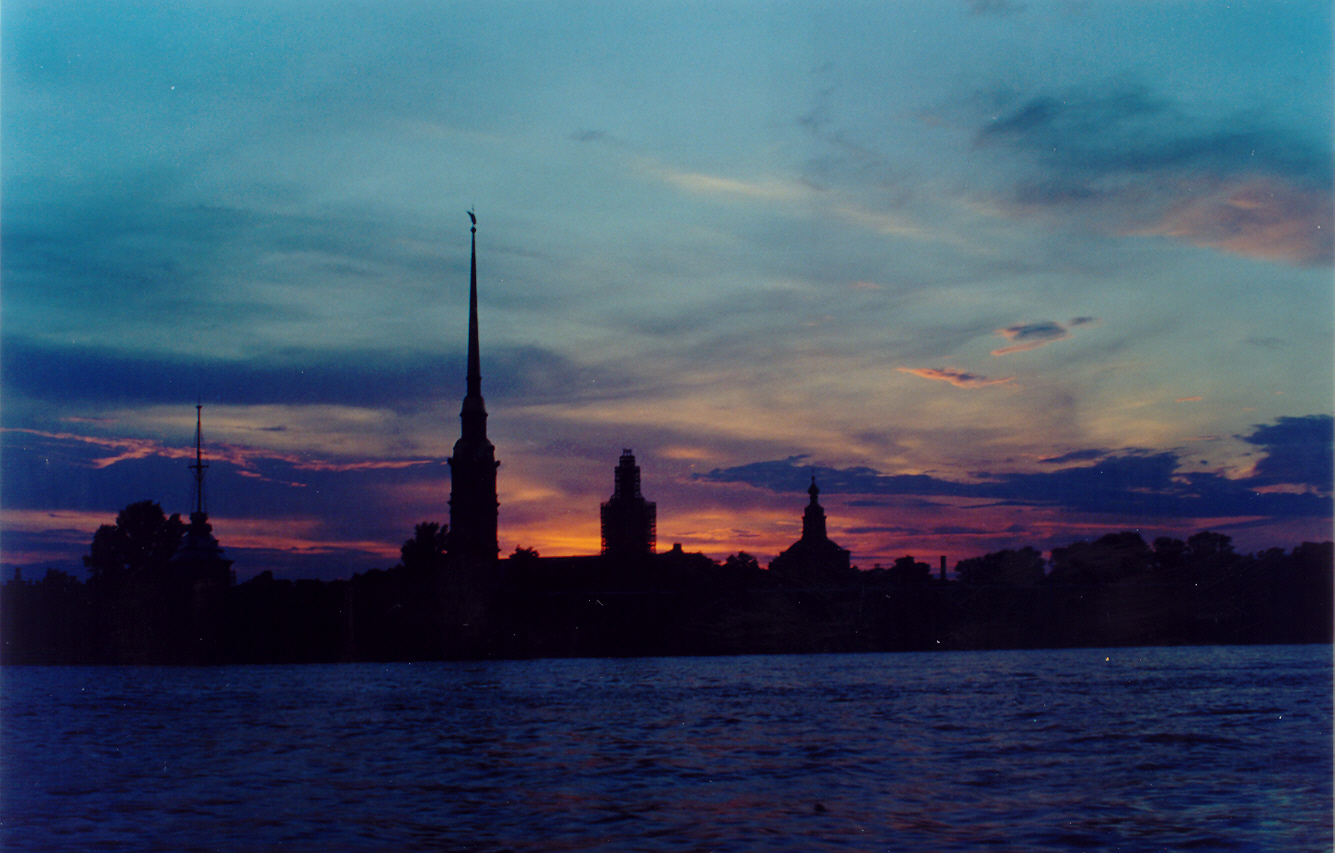
Fortaleza de San Pedro y San Pablo en San Petersburgo

Nosotros, sin entrar en detalles, dividamos los habitantes de San Petersburgo en cuatro grupos que son los chinóvniqui (los empleados públicos), los ofitseri, los cuptsi y los así llamados alemanes de San Petersburgo. El que no acepta lo que los cuatro grupos de nuestra capital son los representantes modernos, principal, con estudio de quien se nececita comenzar conocimiento que es más cercano y fisiológico con San Petersburgo.Para avanzar en la carrera profesional, en la nueva capital, los representantes de todos los grupos de la capital estaban interesados en el aprendizaje de los idiomas extranjeros, y probablemente en más rápido el aprendizaje de la lengua rusa - el ruso alfabetizado que era (y es) perteneciente a la clase elitista de la alta sociedad. 
Sin embargo, los elitistas han entendido que no pueden basarse en muchas hablas que hablaban los plebeyos, por que los elitistas no han considerado que los plebeyos que viven cerca hablan en exacto el idioma ruso que equivale a la norma lingüística rusa. 
Por ejemplo, Mijaíl Lomonósov ha escrito en La gramática rusa (ruso «Российская грамматика») (1757): "El habla de Moscú no sólo es importante para la ciudad capital, sino para su belleza..." (en ruso: «Московское наречие не токмо для важности столичного города, но и для своей отменной красоты прочим справедливо предпочитается…»).
Pero por la diferencia entre cómo pronuncian cuando leen un texto y cómo hablaba la gente en la vida real en el siglo XVIII existía la paradójica situación: al mismo tiempo existieron dos tipos de la pronunciación:
Pero por la diferencia entre como pronunciaban cuando leen un texto y como la gente hablaba en la vida real en el siglo XVIII existía la paradójica situación: al mismo tiempo existieron dos tipos de la pronunciación:
1. La primera se utilizaba para la lectura de libros, poesías y etcétera.
2. La segunda era común para la lengua hablada.

Lomonósov añadió: "Esta pronunciación es más usada en las conversaciones generales, pero en la lectura de libros y en situaciones formales se utiliza la otra" (en ruso «Сие произношение больше употребительно в обыкновенных разговорах, а в чтении книг и в предложении речей изустных к точному выговору букв склоняется».)

Frecuentemente había que confiar en unas fuentes textuales que en mayor parte fueron papeles de oficina y la forma de hablar y el vocabulario que utilizaban en los grupos en que uno u otro neófito quería estar - que provocó la aparición de los préstamos extraños.
Fiódor Dostoyevski describió las características en su "Un episodio vergonzoso" (1862):

Hay dos aspectos importantes e inquebrantables por los cuales se pueden distinguir entre un ruso real y un ruso de San Petersburgo.
El primero es que todos los rusos de San Petersburgo sin excepción nunca dicen: "Peterburgsquie vedomosti" (Las noticias de San Petersburgo), pero dicen: "Academichesquie vedomosti" (Las noticias académico).El segundo es que un ruso de San Petersburgo nunca dice "zavtrac" (un desayuno) (завтрак) en cambio de esa palabra, dice "frishtic" («фрыштик») , hace acento especial en el sonido "fri" (фры).

Una poesía de Nikolái Nekrásov sobre San Petesburgo:
"Allí donde se bebe el Kvas de Riga.
Y el Alemán se mezcla con el Ruso.
El francés Dominando
Donde se habla Públicamente.
Alli donde es tan raro ver un patriota Real"
(Una traducción literal) 
В употреблении там гнусный рижский квас,

С немецким языком там перемешан русский,

И над обоими господствует французский,

А речи истинно народный оборот

Там редок столько же, как честный патриот!(El original)
En consecuencia, el habla de San Petersburgo ha comenzado a acercarse a la que es de lectura de libros, poesias y etcétera, y no al lenguaje verbal y se forma en base del primero. 
"Nosotros, los residentes de San Petersburgo, pronunciamos cada letra..." - obseva Vladímir Cotélnicov, doctor de ciencias filológicas y director adjunto de Instituto de Literatura Rusa de la Academia de Ciencias de Rusia. 
Lyudmila Bash, una investigadora del laboratorio de investigaciones etimológicas de la Facultad de Filología de la Universidad Estatal de Moscú M.V. Lomonósov escribe: "La gente del prospecto Nevskiy pronunciaban las palabras más de libros, "letramente", estaría influenciado de ortografía" . 
Moscú daba más la libertad, ya que los grupos sociales no han mezclado demasiado, y por esta razón, mantenía la oportunidad de elegir su círculo social y aceptar su habla más naturalmente. 
Además, Moscú sería más conservadora. Tradicionalmente los nobles antiguas de Moscú no tan rápido aceptaban las reformas y las inocaciones, preferían más la evolución gradual, a veces difícilmente rompiendo con arcaísmo. 
Vladímir Kotélnikov obseva: "Comparen: "poshto" de Moscú y "zachém" de San Petersburgo...".

Esta tradición de San Petersburgo tenía las consecuencias negativas: apoyarse en unos ejemplos escritos en detrimento de orales había dado lugar a principios o mediados de siglo XIX se ha desarrollado el lenguaje de la burocracia. 

El estatudo capital, la abundancia de los funcionarios habían afectado al lenguaje verbal y de lectura formando la clase media (los Raznochintsy). Eso también ha afectado a las costumbres del ambiente cultural de la ciudad.

На днях мы видели блистательное доказательство этого неуменья петербургских жителей правильно выражаться по-русски. В протоколе 13-го заседания Общества для пособия нуждающимся литераторам и ученым напечатано в пункте 8-м следующее: «Если в каждом образованном человеке значительно развито чувство благородной деликатности, запрещающей не только не напрашиваться на пособие, но и стыдливо принимать пособие добровольное, то оно должно быть ещё сильнее развито в человеке, посвятившем себя литературе или науке» (см. «СПб.» и «Москов. ведом.»). Может ли хоть один москвич допустить такое выражение, явно извращающее смысл речи? Чувство деликатности запрещает не напрашиваться! Запрещает стыдливо принимать!!! Боже мой! Да где же г. Покровский с своим памятным листком ошибок в русском языке? Где А. Д. Галахов, который так громил, бывало, Греча и Ксенофонта Полевого? Хоть бы он вразумил этих петербургских литераторов, не умеющих писать по-русски со смыслом!

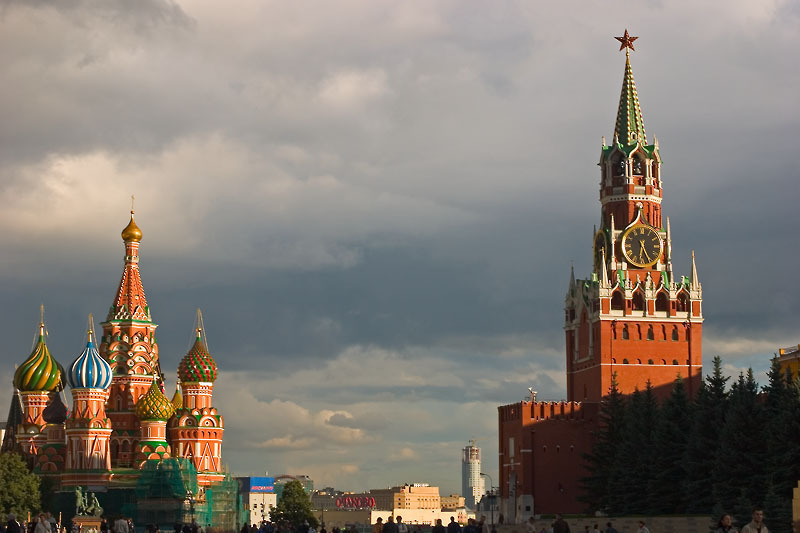
Catedral de San Basilio y la Torre Spasskaya del Kremlin de Moscú

## Razones de la unificación gradual
La síntesis de la cultura occidental absolutista - burocrática con las tradiciones rusas de autocracia, que tuvo lugar en la Rusia de "Petersburgo" a fines del siglo XVIII y mediados del XIX, llevó a que su estrato metropolitano educado se convirtiera en la principal fuente y predicadora de los valores de la modernización y un valor separado: la intelectualidad . Una parte importante de la intelectualidad ha desarrollado un sentido de su propia exclusividad, esnobismo y solidaridad corporativa, afirmaciones de "conocimiento superior" y rasgos mesiánicos : preocupación por el destino de la patria, el deseo de crítica social con la incapacidad de actuar de manera activa y sistemática, un sentido de participación moral en el destino de las clases bajas con un aislamiento real de la gente. obstinadamente no distinguió a los intelectuales de los "maestros"  . 